# Finlandia (Punkaharju)
Pour les articles homonymes, voir Finlandia.
Finlandia ou Hoitokoti Finlandia anciennement Hotelli Finlandia)
est un bâtiment construit à proximité de l'esker Punkaharju à Savonlinna en Finlande,,.

## Présentation
L'édifice conçu par Walter Thomé, Ivar Thomé et Verner Thomé est construit en 1914 en tant qu'hôtel.
Finlandia est un bâtiment Art nouveau avec des traits d'architecture baroque et Renaissance.
Aujourd'hui, le bâtiment abrite une maison de soins pour personnes âgées, gérée par Kruunupuisto Oy,
Finlandia est situé sur les rives du Laukanlahti, à côté du musée forestier
 Lusto.